# Rezerwat przyrody „Szulgan-Tasz”
Rezerwat przyrody „Szulgan-Tasz” (ros. Государственный природный биосферный заповедник «Шульган-Таш») – ścisły rezerwat przyrody (zapowiednik) w Baszkortostanie w Rosji. Znajduje się w rejonie burziańskim, a jego obszar wynosi 225,31 km². Rezerwat został utworzony dekretem rządu Rosyjskiej Federacyjnej Socjalistycznej Republiki Radzieckiej z dnia 1 czerwca 1986 roku. W 2012 roku został wpisany na wstępną Listę Światowego Dziedzictwa UNESCO i w tym samym roku wraz z Parkiem Narodowym „Baszkiria” otrzymał status rezerwatu biosfery UNESCO pod wspólną nazwą „Baszkirski Ural”. Graniczy z tym parkiem od południa i zachodu. Dyrekcja rezerwatu znajduje się w miejscowości Irgizły.

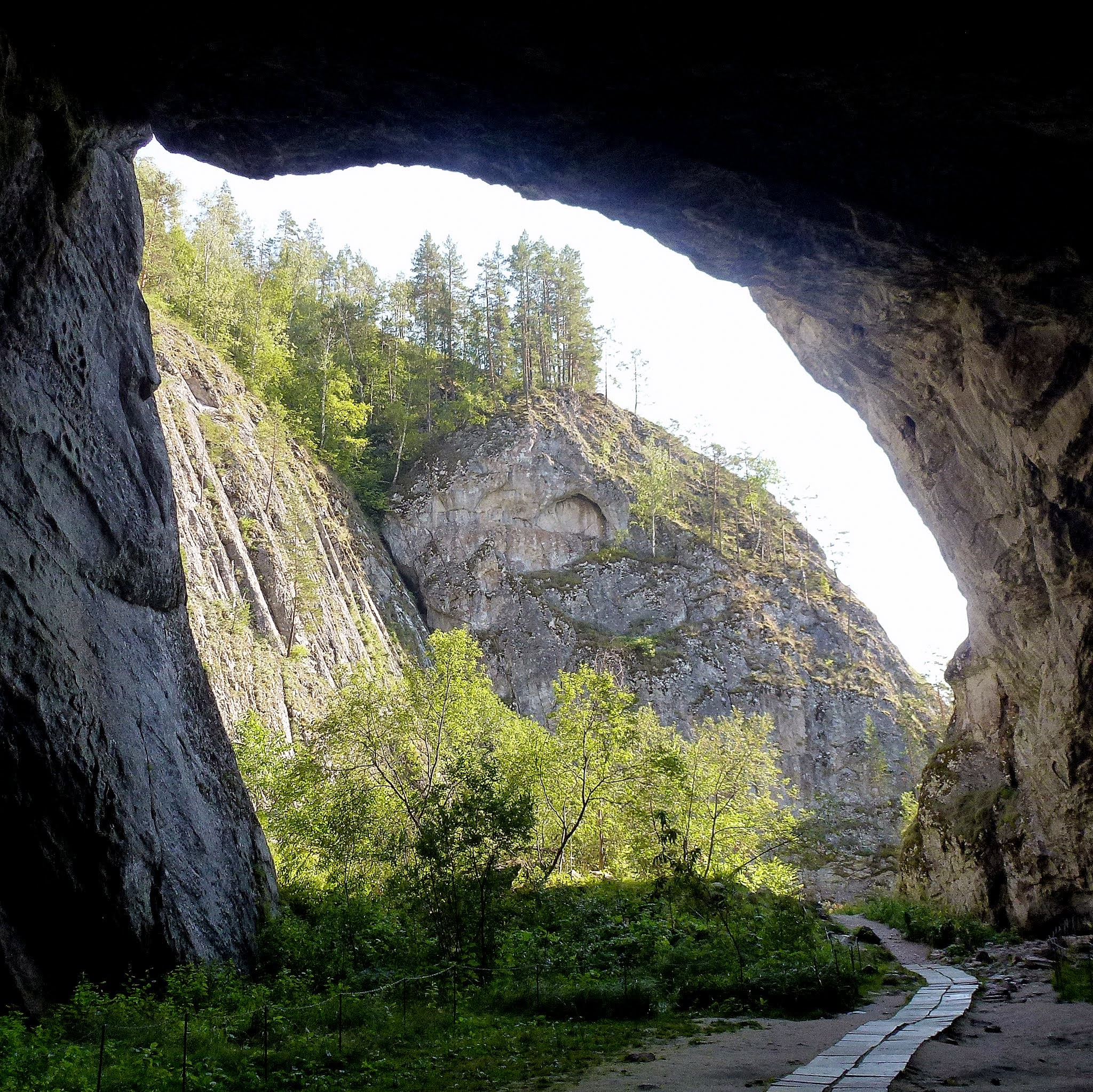
Jaskinia Kapowa

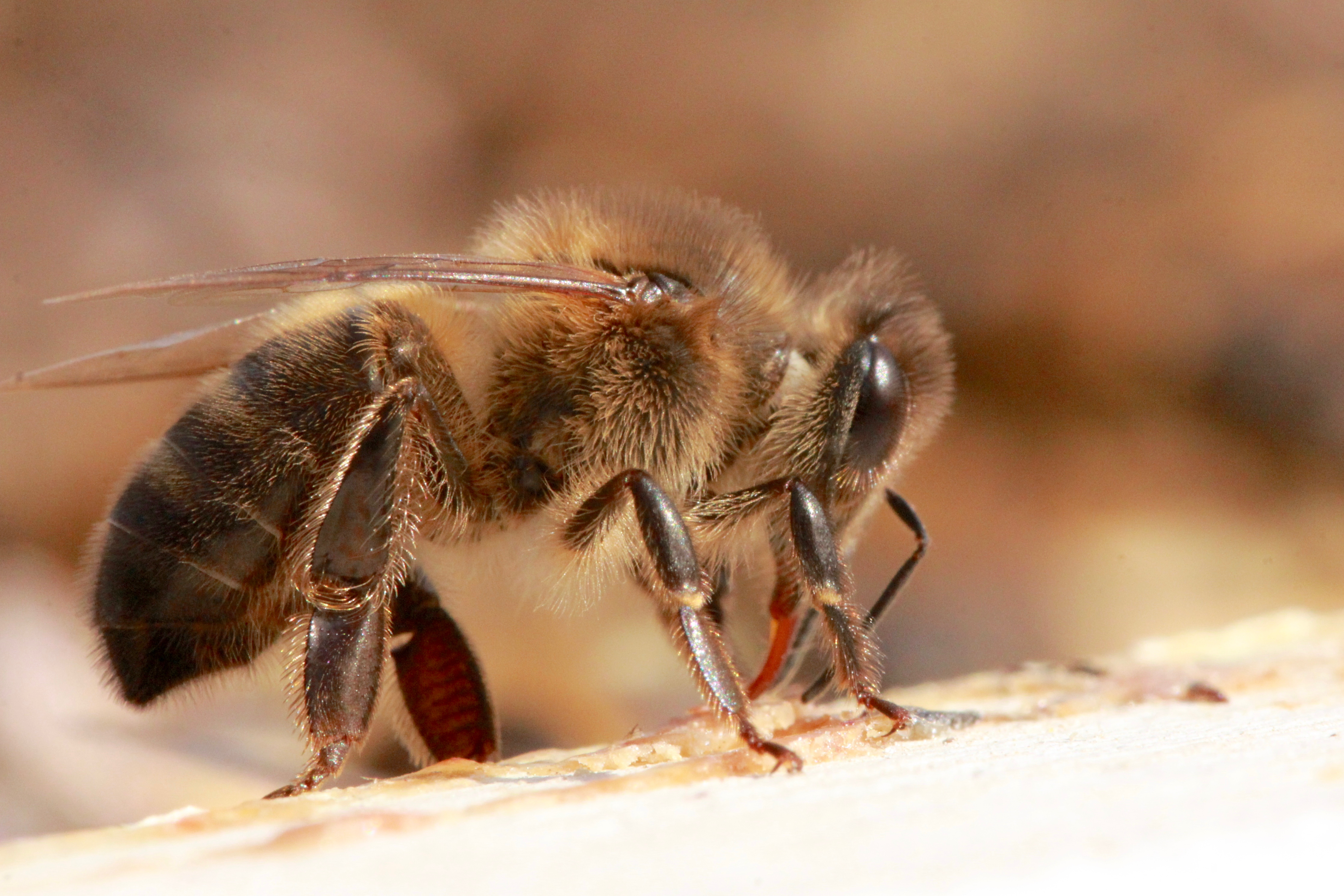
Pszczoła środkowoeuropejska (Apis mellifera mellifera)

## Opis
Rezerwat znajduje się u podnóża zachodnich zboczy Uralu Południowego, w dorzeczu rzek Biełaja i Nugusz. Głównym celem jego stworzenia była ochrona rdzennej populacji pszczół środkowoeuropejskich (jedyny rezerwat na świecie, który chroni pszczoły), a także Jaskini Kapowej (Szulgan-Tasz), w której znajduje się największa ilość rysunków naskalnych w Europie Środkowej i Wschodniej. Ważnym zadaniem rezerwatu jest także zachowanie ekosystemów górskiej tajgi.
Teren rezerwatu to niskie grzbiety górskie (100–300 m n.p.m.) poprzecinane licznymi potokami i rzekami. Od południa i północnego zachodu rezerwat ograniczają, głębokie na 100–150 m, doliny rzek Biełaja i Nugusz. 
Klimat rezerwatu jest kontynentalny. Średnia miesięczna temperatura w styczniu wynosi -16  С, w czerwcu i lipcu +16 °С.

## Flora
Większą część rezerwatu pokrywają lasy. Jest on położony na styku lasów liściastych i tajgi jasnej. Znajduje się tu wschodnia granica zasięgu lipy, dębu, wiązu, klonu. Głównymi gatunkami lasotwórczymi są lipa drobnolistna, sosna syberyjska, brzoza brodawkowata i osika. Na południowych i południowo-zachodnich zboczach występują górskie stepy. Rosną tu gatunki reliktowe i endemiczne jak np.: Melilotoides platycarpos, Schivereckia podolica i Zygadenus sibiricus, pierwiosnek zarzyczkowaty, modrzyk z gatunku Cicerbita uralensis, groszek z gatunku Lathyrus litvinovii i inne.

## Fauna
W rezerwacie występuje 61 gatunków ssaków, 29 gatunków ryb, 5 gatunków płazów, 6 gatunków gadów i 204 gatunki ptaków. Oprócz szczególnie chronionej pszczoły żyją tu też m.in. niedźwiedź brunatny, wilk szary, dzik euroazjatycki, jeleń wschodni, łoś euroazjatycki, jenot azjatycki, borsuk europejski, wydra europejska, bóbr europejski. 
Z ptaków żyje tu m.in.: sokół wędrowny, bielik, jastrząb zwyczajny, kania czarna, orzeł przedni, orlik grubodzioby, orzeł cesarski, pustułka zwyczajna, gadożer zwyczajny, bernikla rdzawoszyja, bocian czarny, rybołów, łabędź czarnodzioby.